# Une chance sur deux
Pour plus de détails, voir Fiche technique et Distribution.
Une chance sur deux est un film français réalisé par Patrice Leconte, sorti en 1998.
Mélange d'action et de comédie, le film marque les retrouvailles entre Jean-Paul Belmondo et Alain Delon en tête d'affiche vingt-huit ans après Borsalino. Le duo partage l'affiche avec Vanessa Paradis. Le film raconte l'histoire d'une jeune femme qui découvre que sa défunte mère a aimé deux hommes dans sa vie et que l'un d'entre eux est peut-être le père qu'elle n'a jamais connu, tout en entraînant ces derniers dans une folle aventure après s'être involontairement impliquée dans une histoire avec des gangsters russes. 
Produit par Christian Fechner et bénéficiant d'un budget important, le film, tourné principalement en Côte d'Azur, sort dans les salles françaises en mars 1998, appuyé par une forte promotion, mais obtient un accueil critique mitigée à sa sortie et bien qu'ayant réussi à atteindre le million d'entrées en fin d'exploitation, il est un échec commercial au box-office. 

## Synopsis
Alice sort de prison après avoir purgé une peine de huit mois ferme pour vol de voiture. Sa mère qui vient de mourir lui a laissé une cassette dans laquelle elle lui avoue le mystère de sa naissance. Alice n'a jamais connu son père. Vingt ans auparavant, sa mère a aimé deux hommes et l'un des deux a conçu avec elle Alice sans le savoir. Alice va ainsi découvrir deux gros « gabarits » : Léo Brassac et Julien Vignal. Avant de savoir lequel des deux est son père, elle va les entraîner dans une aventure où elle est impliquée contre des trafiquants russes.

## Fiche technique
- Réalisation : Patrice Leconte
- Scénario : Patrice Leconte, Patrick Dewolf et Serge Frydman, d'après une histoire de Bruno Tardon
- Décors : Ivan Maussion
- Costumes : Annie Périer
- Musique originale : Alexandre Desplat
- Photographie : Steven Poster
- Montage : Joëlle Hache
- Coordinateur des combats et des cascades : Claude Carliez et son équipe
- Production : Christian Fechner
  - Producteur exécutif : Hervé Truffaut
- Sociétés de production : Les Films Christian Fechner, TF1 Films Production
- Société de distribution : UGC Fox Distribution
- Budget : 150 millions FRF[1]
- Pays :  France
- Langue : français
- Format : couleur - son stéréo
- Genre : comédie, action et aventures
- Durée : 110 minutes
- Dates de sortie[2] : 
  - France : 25 mars 1998
  - Belgique : 1er avril 1998

## Distribution
- Jean-Paul Belmondo : Léo Brassac
- Alain Delon : Julien Vignal
- Vanessa Paradis : Alice Tomaso
- Michel Aumont : Ledoyen
- Éric Defosse : Carella
- Alexandr Yakovlev : Le tueur à l'imperméable
- Valeri Gatayev : Anatoli Sharkov
- Jacques Roman : Maitre Varinot
- Sandrine Caron : Maître d'hôtel
- Véronique Hubert
- Luis Jaime-Cortez : Ángel Vargas
- M'bembo : Maryline
- Philippe Magnan : Juge prison
- Daniel Millot : Brigadier
- Marie Neplaz
- Bobby Pacha
- Olivier Parenty : Adjoint Carella
- Pascal Perbost
- Paul Poggi : Monsieur Perolaz
- Guillaume Rannou
- Vincent Roger : Le photographe
- Paola Sapone
- Vincent Skimenti : Paco
- Philippe Vieux

## Production

### Genèse et développement
En 1994, le producteur Christian Fechner fait venir Patrice Leconte à son bureau pour lui faire part de sa nouvelle idée, à savoir faire tourner à nouveau ensemble le duo Jean-Paul Belmondo et Alain Delon, ce qui n'était plus arrivé depuis Borsalino, vingt-quatre ans auparavant, pour faire un film dans la veine des Spécialistes, précédente réalisation de Leconte produite par Fechner. D'après le producteur exécutif et proche collaborateur de Fechner pendant vingt-sept ans, Hervé Truffaut, il s'agit d'« un film de producteur ».
Leconte accepte le challenge. L'écriture du script est débuté par le scénariste des Spécialistes, Bruno Tardon, avant d'être remplacé par le réalisateur et son producteur, qui, bien que l'histoire proposé par ce dernier était pas mal, Leconte et Fechner pensaient trouver mieux. Selon Leconte, le scénario original « était très différent de ce qu'est devenu le film ». Conditionnant leur accord à la qualité du scénario, Belmondo et Delon font une entière confiance à Leconte, le premier ayant été séduit Les Spécialistes et avait entendu du bien du réalisateur par ses amis Jean Rochefort et Jean-Pierre Marielle, tandis que le second a apprécié Ridicule, qu'il qualifie de « petit chef-d'œuvre ». Patrick Dewolf, également co-scénariste des Spécialistes, est appelé par le réalisateur pour fignoler chaque détail afin de placent les deux stars en rivaux, et même cocus l'un par l'autre, que « ce soit moderne, drôle, qu'il y ait une part d'autodérision, que ce ne soit pas un film mâchoires serrées, maxillaires immobiles: que ce soit un film léger ».
Les dialogues, écrit avec la complicité de Serge Frydman, font références aux carrières des deux acteurs, mais Leconte hésite à faire bousculer ses stars, mais Belmondo et Delon acceptent d'autant mieux l'autodérision que le projet ne cherche pas à les tourner au ridicule. Leconte dira même que rien ne sera modifié, le script ayant plu aux deux acteurs.

### Lieux de tournage
Le film a été tourné sur la Côte d'Azur : Nice, Antibes, Monaco et au village de Montauroux. Des scènes ont également été tournées sur le circuit Paul-Ricard où l’on voit Léo Brassac faire faire des tours de pistes chronométrés à Alice Tomaso au volant d’une Jaguar Type C. Puis c’est au tour de Julien Vignal d’emmener Alice à bord d’un hélicoptère Écureuil blanc immaculé en rase motte au dessus du circuit et des passerelles Dunlop.

### Autour du tournage
On remarquera un clin d'oeil au film Borsalino qui avait réuni une première fois les deux stars à l'écran, en 1970. Pénétrant dans une cache d'armes tenue par Léo Brassac (Belmondo), les deux compères prennent des flingues des années 1930 (un pistolet-mitrailleur Thompson et un Mauser C96 (?)) alors qu'on entend les fameuses notes de piano de la BO de Claude Bolling.
Dans la même veine, un clin d'oeil à Le Guignolo, film de Georges Lautner, sorti en 1980, durant lequel Jean-Paul Belmondo réalisait une de ses fameuses cascades, survolant Venise suspendu à l'échelle d'un hélicoptère.
Rebelote ici quand Alain Delon au manche d'un hélicoptère dit à Vanessa Paradis de lancer une échelle de corde à Belmondo roulant en voiture en contrebas : 
— « Lance-lui l'échelle ! »
— « T'es sûr ? »
— « Mais oui, tu vas lui faire plaisir, tu vas voir, c'est son grand truc (…) », suivi de la réplique de Belmondo saisissant l'échelle de corde :
— « Oh non, je ne vais pas me retaper ce truc-là ! », avant de s'envoler dans les airs.
Un clin d’œil au film Les Spécialistes de Patrice Leconte est à remarquer dans le nom du personnage Carella qui avait déjà été utilisé pour le personnage incarné par Gérard Lanvin.

## Sortie et accueil

### Promotion et réception critique
Une chance sur deux sort dans les salles françaises le 25 mars 1998, appuyé par une campagne marketing imposante, tandis que Jean-Paul Belmondo et Alain Delon participent à la promotion du film, notamment au journal télévisée de 20 h sur TF1. Le film connaît quelques bonnes critiques, notamment d'Alain Riou au micro de l'émission radiophonique Le Masque et la Plume, qui déclare que « c'est un film qui a de la bonne humeur, qui est une farce », tandis que Marie Auffret de La Tribune évoque « un film d'action au rythme trépidant bourré de courses-poursuites et d'explosions, avec surtout le retour [...] du duo mythique de Borsalino » et que Patrick Berthomeau de Sud Ouest parle d'« un divertissement vitaminé, une comédie légère et néanmoins explosive, un film parsemé de clins d'oeil évitant la parodie trop lourdingue ». Toutefois dans l'ensemble de la presse spécialisée, le long-métrage a été pratiquement éreinté par la critique.

### Box-office
Pour son premier jour à Paris, Une chance sur deux totalise 16 682 entrées, résultats qui « n'ont rien d'indigne », mais qui est « bien loin des chiffres qu'une telle affiche pouvait laisser espérer » selon une analyse du chroniqueur du Film Français. Lors de sa première semaine d'exploitation, où il est distribué dans 536 salles sur l'ensemble du territoire français, le film ne parvient qu'à prendre la seconde place avec 430 015 entrées, un score que Belmondo et Delon n'avaient pas atteint depuis plusieurs années, dans un box-office largement dominé par l'immense succès de Titanic, qui occupe depuis plusieurs semaines la tête des meilleures entrées en France depuis sa sortie début janvier. 
Malgré un ajout de vingt-trois salles pour sa deuxième semaine, Une chance sur deux passe à la cinquième place du box-office avec 274 317 entrées, soit une baisse de 36 % de sa fréquentation par rapport à son démarrage, qui lui permet de 704 332 entrées. Ce qui était considéré comme un film-événement de par la réunion de Belmondo et Delon vingt-huit ans après Borsalino ne parvient pas à déplacer les foules et dégringole au fil des jours et semaines, pour finir son exploitation en salles avec 1 056 810 entrées. Le film est considéré comme un échec commercial par les producteurs et le distributeur ; au vu du budget, le film aurait dû doubler voire tripler ses entrées. Dans son livre Je suis un imposteur, Patrice Leconte considère le résultat du film au box-office comme une « catastrophe » car il était « très cher en production ». Il s'agit du dernier film ayant dépassé le million d'entrées pour Jean-Paul Belmondo et Alain Delon, en tant que têtes d'affiche (à part les 6 millions enregistrées en 2008 pour Astérix aux Jeux olympiques pour Delon, dans lequel l'acteur ne tient qu'un second rôle).

### Exploitation ultérieure
Un an après l'exploitation en salles, Une chance sur deux sort en vidéo, édité en VHS le 17 mars 1999 par Film Office, suivi d'une première édition en DVD par le même éditeur le 6 mai 1999. Peu après, le film est diffusé pour la première fois à la télévision, en crypté, sur Canal+ en deuxième partie de soirée le 28 mai 1999 avant d'être diffusé en première partie de soirée trois jours plus tard sur la même chaîne. Entre le 28 mai et le 14 juin 1999, Une chance sur deux est diffusé à neuf reprises sur la chaîne cryptée d'après l'Inathèque. Canal + rediffusera le film à sept reprises entre le 14 août et le 3 septembre 2002.
Une chance sur deux est diffusé pour la première fois en clair, en première partie de soirée, le 4 juin 2000 sur TF1 et totalise plus de 8 millions de téléspectateurs (39 % une part de marché), ce qui lui permet d'être en tête des audiences. Le long-métrage a été rediffusé sur TF1 le 4 décembre 2007 tandis que France 3 diffusait à la même heure Borsalino, qui n'avait plus été programmé depuis douze ans, ce qui a provoqué la colère d'Alain Delon. Si Borsalino a réuni plus de quatre millions de téléspectateurs ce soir-là, Une chance sur deux a fait légèrement mieux avec 5,4 millions de téléspectateurs. TF1 le diffuse pour la troisième et dernière fois, en prime time le 31 juillet 2011 et il a été vu par 3,63 millions de téléspectateurs (19 % de part de marché). Par la suite, le film a connu de nombreuses rediffusions, notamment sur la TNT, entre 2012 et 2019. À la suite du décès de Jean-Paul Belmondo le 6 septembre 2021, France 3 rediffuse Une chance sur deux en début d'après-midi, le 12 septembre.